# William Henrique
Pour les articles homonymes, voir Henrique.
William Henrique est un footballeur brésilien né le 28 janvier 1992 à Ribeirão Preto. Il évolue au poste d'attaquant.

## Biographie
William Henrique joue au Brésil, au Japon et en Corée du Sud.
Il joue deux matchs en Copa Sudamericana avec l'Esporte Clube Vitória, marquant un but.

## Palmarès
- Championnat de Thaïlande:
  - Champion: 2019.
- Coupe de Thaïlande:
  - Vainqueur: 2018.
- Coupe de la Ligue thaïlandaise:
  - Vainqueur: 2018.